# Vaxi
Vaxi és un gènere d'arnes de la família Crambidae.

## Taxonomia
- Vaxi jonesella (Dyar, 1913)
- Vaxi obliqua (Hampson, 1919)